# 尹慧敏
尹慧敏（1955年—），山东荣成人，汉族，中华人民共和国政治人物，中国共产党党员，第十一届全国人民代表大会山东地区代表。
毕业于中国科学技术大学工商管理专业。担任山东省财政厅厅长。2008年起担任全国人大代表。2013年7月当选山东省总工会主席。